# La Mouche et la Fourmi
Ne doit pas être confondu avec Le Coche et la Mouche.
La Mouche et la Fourmi est la troisième fable du livre IV de Jean de La Fontaine situé dans le premier recueil des Fables de La Fontaine, édité pour la première fois en 1668.

## Texte de la fable
La Mouche et la Fourmi contestaient de leur prix.

            Ô Jupiter ! dit la première,

Faut-il que l'amour-propre aveugle les esprits

            D'une si terrible manière,

            Qu'un vil et rampant Animal

A la fille de l'air ose se dire égal !

Je hante les palais,  je m'assieds à ta table :

Si l'on t'immole un boeuf, j'en goûte devant toi ;

Pendant que celle-ci chétive et misérable

Vit trois jours d'un fétu qu'elle a traîné chez soi.

            Mais ma Mignonne, dites-moi,

Vous campez-vous jamais sur la tête d'un Roi,

            D'un Empereur ou d'une Belle ?

Je le fais ; et je baise un beau sein quand je veux :

            Je me joue entre des cheveux ;

Je rehausse d'un teint la blancheur naturelle ;

Et la dernière main que met à sa beauté

            Une femme allant en conquête,

C'est un ajustement des Mouches emprunté.

            Puis allez-moi rompre la tête

            De vos greniers. « Avez-vous dit ?

            Lui répliqua la ménagère.

Vous hantez les palais ; mais on vous y maudit

            Et quant à goûter la première

            De ce qu'on sert devant les Dieux,

            Croyez-vous qu'il en vaille mieux ?

Si vous entrez partout, aussi font les profanes.

Sur la tête des Rois et sur celle des Ânes

Vous allez vous planter ; je n'en disconviens pas ;

            Et je sais que d'un prompt trépas

Cette importunité bien souvent est punie.

Certain ajustement, dites-vous, rend jolie.

J'en conviens : il est noir ainsi que vous et moi.

Je veux qu'il ait nom Mouche : est-ce un sujet  pourquoi

            Vous fassiez sonner vos mérites ?

Nomme-t-on pas aussi Mouches les parasites ?

Cessez donc de tenir un langage si vain :

            N'ayez plus ces hautes pensées.

            Les mouches de cour sont chassées ;

Les Mouchards (8) sont pendus, et vous mourrez de faim,

            De froid, de langueur, de misère,

Quand Phébus (9) régnera sur un autre hémisphère.

            Alors je jouirai du fruit de mes travaux :

            Je n'irai, par monts ni par vaux,

            M'exposer au vent, à la pluie ;

            Je vivrai sans mélancolie.

Le soin que j'aurai pris, de soin m'exemptera.

            Je vous enseignerai par là

Ce que c'est qu'une fausse ou véritable gloire.

Adieu, je perds le temps : laissez-moi travailler;

        Ni mon grenier, ni mon armoire,

            Ne se remplit à babiller. »
— Jean de La Fontaine, Fables de La Fontaine, La Mouche et la Fourmi